# FoodCulture
Foodculture.dk er et netmedie, som udgives af Landbrug & Fødevarer en gang månedligt. Formålet med magasinet er at skabe en større viden omkring fødevareproduktion og –erhvervet.
Foodculture.dk udgives af Landbrug & Fødevarer, men bliver redigeret, skrevet og prioriteret ud fra journalistiske kriterier. Redaktionen fastlægger selv indhold og udfordrer fødevareerhvervet med spørgsmål, som giver mulighed for en konstruktiv dialog med omverdenen.
Formålet med foodculture.dk er at levere troværdig og nuanceret journalistik i form af nyheder, analyser og perspektiv om fødevareerhvervet.
Foodculture.dk skriver om fødevareerhverv og samfund – deraf navnet food and culture. Foodculture.dk skriver om problemstillinger og udfordringer for fødevareerhvervet, og den betydning fødevarer har for forbrugere og samfund. Vi fokuserer på konsekvens, tendens og perspektiv. Foodculture.dk dækker fødevareerhvervets problemstillinger nationalt og internationalt, da vores brugere er interesserede i det globale perspektiv. Emnerne spænder vidt; fra landbrugsproduktion over agro- og fødevareindustri, klima, miljø og dyrevelfærd, til marked, forbrugertendenser og samfundsværdi. Altså fødevarerelaterede emner i bred forstand.
Målgruppen er den vidende og krævende læser, som er interesseret i information om fødevarerelaterede emner: Politikere, embedsmænd, forskere, interesseorganisationer, meningsdannere, journalister og kommunikatører.

## Ekstern henvisning
- FoodCultures hjemmeside Arkiveret 19. oktober 2008 hos  Wayback Machine

| Anime eller manga | Spire Denne artikel om medie og kommunikation er en spire som bør udbygges. Du er velkommen til at hjælpe Wikipedia ved at udvide den. |